# Pierre-Georges Latécoère

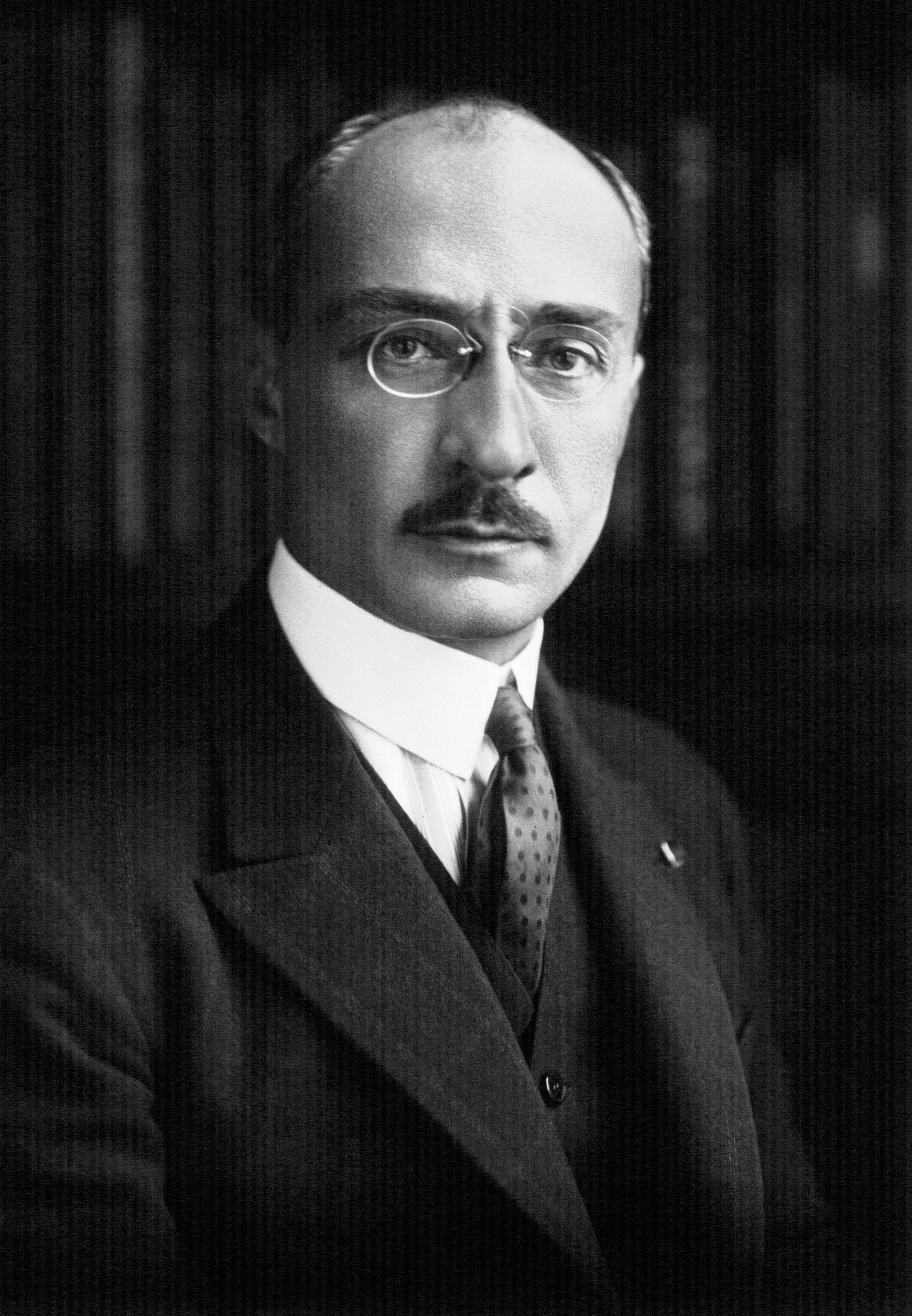
Pierre-Georges Latécoère

Pierre-Georges Latécoère (Bagnères-de-Bigorre, 25 de agosto de 1883 - París, 10 de agosto de 1943) fue un ingeniero y empresario de la aviación francesa, fundador en 1919 de una de las empresas precursoras de la aviación comercial francesa, la Compagnie Générale d'Entreprises Aéronautiques, que será el germen de la Compañía General Aeropostal.

## Biografía
Sus padres fueron Jeanne-Marie Pujol y Gabriel Latécoère; este último fue un industrial que fundó y dirigió los talleres de carpintería y de mecánica general Latécoère de Bagnères-de-Bigorre.
Formado en la École centrale Paris, al finalizar sus estudios se incorpora a la empresa familiar, fabricando materiales para la compañía ferroviaria Compagnie des Chemins de Fer du Midi.
Durante la Primera Guerra Mundial es destinado a artillería por problemas oculares.
En 1917 crea la compañía Forges et Ateliers de Construction Latécoère, instalando los talleres en Toulouse-Montaudron.
Ante el poco éxito conseguido en 1918 por su caza biplaza experimental Latécoère 1 la compañía optó por concentrarse durante algún tiempo en la construcción bajo licencia del biplano de reconocimiento Salmson 2.
En 1919 apareció el avión postal Laté 3, seguido por dos ejemplares del Laté 4, un trimotor biplano de transporte con capacidad para 10 pasajeros. En 1922 la compañía cambió su denominación por la de Société Industrielle d´Aviation Latécoère
El buen funcionamiento de la fábrica de aviones le incita a invertir en un nuevo proyecto y funda en 1918, la Société des Lignes Latécoère, una línea aérea entre Toulouse y Casablanca. A pesar de  las influencias adversas tanto españolas como alemanas, no dispuesto a dejar sobrevolar su territorio, la empresa se pone en marcha en 1919 dando origen a la Compagnie Générale d'Entreprises Aéronautiques. En 1924, la línea se prolonga hasta Dakar, surgiendo nuevas desavenencias y problemas, esta vez con poblaciones nord-africanas, que llegan a secuestrar a pilotos pidiendo rescates por ellos. En 1930 la línea se expande hacia Sudamérica y a continuación el reto de sobrevolar la Cordillera de los Andes.
Latécoère, ya afianzado como un gran empresario aeronáutico, con una fábrica de 26 000 m², se encuentra de nuevo con dificultades, esta vez de índole política, que le obligan a abandonar la línea aérea Compagnie Générale d'Entreprises Aéronautiques conocida posteriormente como Compagnie Générale Aéropostale.
Pierre Georges Latécoère fue nombrado Comandante de la Legión de Honor el 23 de agosto de 1925 a los 42 años, ya habiendo sido nombrado “ Chevalier ” el 30 de septiembre de 1920 y Oficial el 20 de septiembre de 1923 
Dando un cambio de giro, empieza a fabricar hidroaviones de gran tonelaje como los tipo Latécoère 521 o Latécoère 631 (el "transatlántico de los aires"), por ejemplo, que inicia los vuelos de la línea con Air France a partir de 1947 entre Biscarrosse y Fort-de-France el 25 de julio de 1947. 
Actualmente la firma aún existe bajo el nombre de Groupe Latécoère.